# Cuspidaria undata
Cuspidaria undata är en musselart som beskrevs av Addison Emery Verrill 1884. Cuspidaria undata ingår i släktet Cuspidaria och familjen Cuspidariidae. Inga underarter finns listade i Catalogue of Life.